# Scutellum (rodzaj)
Scutellum – wymarły rodzaj trylobitów żyjący w okresie sylurskim, a szczególnie liczny w dewonie. 
Opis
Dość duży trylobit (kilka cm, kilkanaście cm) o krótkiej, ale dość szerokiej tarczy tułowiowej złożonej z niezbyt licznych segmentów oraz dużej tarczy ogonowej i gładkiej tarczy głowowej ze słabo wyodrębnioną glabellą. Axis na tarczy ogonowej bardzo krótkie, tylko w przedniej części tarcza ta pokryta jest promienistymi bruzdami. Wzgórków ocznych brak. 
Znaczenie:
Skamieniałości różnych gatunków Scutellum są istotnymi skamieniałościami przewodnimi w datowaniu dewonu, zwłaszcza Europy i Ameryki Północnej. 
Występowanie:
Rodzaj kosmopolityczny, znany z Europy, Ameryki Północnej, Azji i Australii. Występuje również w Polsce w Górach Świętokrzyskich. 
Zasięg wiekowy
Sylur, dewon. 
Wybrane gatunki o dużej wartości stratygraficznej:
- Scutellum flabelliferum
- Scutellum sieberi
- Scutellum obscurum